# 無煙草
《無煙草》系列電影是香港電台為宣導反煙所製作的短片。
2000年《無煙草-煙飛煙滅》張國榮首次自編自導自演的作品，梅豔芳、莫文蔚等共同演出。有意跨足電影的王力宏也在其中擔綱一角色。此片以較沉重的方式宣導煙害。
2002年《無煙草-煙絲萬褸》由關錦鵬監製四個版本,分別為歌手、運動員、小朋友及DJ版。前三個版本為關錦鵬執導；DJ版由鄭伊健擔任導演。
其中最受矚目的為張學友、以及李玟共同演出的歌手版，兩人也為電影合唱了《煙絲萬縷》(又名:從頭到尾)主題曲，分別以不同歌名收錄於各自的專輯中，此曲展現出兩人詮釋R&B情歌行雲流水的深厚功力。